# Euplectella curvistellata
Euplectella curvistellata är en svampdjursart som beskrevs av Isao Ijima 1901. Euplectella curvistellata ingår i släktet Euplectella och familjen Euplectellidae.
Artens utbredningsområde är havet kring Japan. Inga underarter finns listade i Catalogue of Life.